# Joe (sångare)
Joseph Lewis Thomas, född 5 juli 1973, Joe, är en amerikansk R&B-sångare och musikproducent.

## Diskografi
Studioalbum:
- 1993 – Everything
- 1997 – All That I Am
- 2000 – My Name Is Joe
- 2001 – Better Days
- 2003 – And Then...
- 2007 – Ain't Nothin' Like Me
- 2008 – Joe Thomas, New Man
- 2009 – Signature
- 2010 – Home Is the Essence of Christmas
- 2011 – The Good, the Bad, the Sexy

## Fotnoter
1. ↑  Maniadb, Maniadb artist-ID: 123893.[källa från Wikidata]
2. ↑  Allmusic, AllMusic album-ID: mw0002730073.[källa från Wikidata]